# Purwokerto
Purwokerto ist eine Stadt in Indonesien auf der Insel Java mit etwa 230.000 Einwohnern (Stand 2021). Sie ist die Hauptstadt des Regierungsbezirkes Banyumas in der Provinz Zentraljava. Die Stadt besteht aus den vier Verwaltungsdistrikten (Kecamatan) Purwokerto Barat, Purwokerto Selatan, Purwokerto Timur und Purwokerto Utara.
Die Ausläufer der Stadt befinden sich wenige Kilometer südlich des aktiven 3428 m hohen Vulkans Slamet. Weiter südlich fließt der Fluss Serayu weiter in den Indischen Ozean.
Am 16. Dezember 1895, während der niederländischen Kolonialzeit, wurde in Purwokerto die Priyayi Bank gegründet, ein Vorgänger der Bank Rakyat Indonesia.
Die Mehrheit der Bevölkerung bekennt sich zum Islam. Dennoch ist die Stadt der Sitz des gleichnamigen Bistums Purwokerto, obgleich die Christlichen nur einen Bruchteil der Bevölkerung ausmachen.
Die Universität Jenderal Soedirman ist die größte Hochschule in Purwokerto.
Die Stadt ist an das Schienennetz der Insel zwischen der Hauptstadt Jakarta und Yogyakarta angeschlossen. Der Flughafen Purwokerto liegt etwa 18 Kilometer westlich, der Flughafen Tunggul Wulung, der die Stadt Cilacap bedient, 33 Kilometer südwestlich.
Ein zentraler Busbahnhof bedient Verbindungen mit dem Bus in entferntere größere Städte. Innerhalb des Umlandes fahren Bemos und Ojeks.

## Persönlichkeiten
- Nini Theilade (1915–2018), Balletttänzerin
- Lie Poo Djian (1932–2008), ehemaliger Badmintonspieler
- Christian Hadinata (* 1949), ehemaliger Badmintonspieler und Weltmeister
- Nicolaus Adi Seputra (* 1959), Römisch-katholischer Bischof
- Fung Permadi (* 1967), ehemaliger Badmintonspieler